# Titularbistum Sebana
Sebana (ital.: Sabiona) ist ein Titularbistum der römisch-katholischen Kirche.
Es geht zurück auf einen antiken Bischofssitz im Kloster Säben in Südtirol. Der Bischofssitz gehörte anfangs zur Kirchenprovinz des Patriarchat von Aquileia an. 798 wurde es der Kirchenprovinz Salzburg zugewiesen.
Im Jahr 901 schenkte Kaiser Ludwig IV. das Kind die Stadt Brixen dem Bischof Zakaria. Von diesem Zeitpunkt an diente Brixen zeitweise als Residenz der Bischöfe von Säben, bis der Sitz Ende des 10. Jahrhunderts endgültig in die neue Stadt verlegt wurde, deren Bistum sie bis heute fortführt. Mit Albuin wird im Jahr 977 erstmals ein Bischof von Säben und Brixen (sanctæ Sabianensis et Prixianensis ęcclesiæ ępiscopus) erwähnt.
| Titularbischöfe von Sebana |                                                 |                                                   |                    |               |
| Nr.                        | Name                                            | Amt                                               | von                | bis           |
| 1                          | Antonio Fustella (Antonio Fustello)             | Apostolischer Administrator von Saluzzo (Italien) | 1. Oktober 1967    | 22. Mai 1973  |
| 2                          | Maurílio Jorge Quintal de Gouveia               | Weihbischof in Lissabon (Portugal)                | 26. November 1973  | 21. März 1978 |
| 3                          | Thomas A. White Titularerzbischof pro hac vice  | Apostolischer Nuntius                             | 27. Mai 1978       | 7. Mai 2017   |
| 4                          | Angelo Accattino Titularerzbischof pro hac vice | Apostolischer Nuntius                             | 12. September 2017 |               |